# Carrier Air Wing Seven
Das Carrier Air Wing Seven (CVW-7) ist ein Flugzeugträgergeschwader der US Navy und derzeit dem Flugzeugträger USS Dwight D. Eisenhower zugeteilt.

## Geschichte

### Zweiter Weltkrieg
Das spätere Carrier Air Wing Seven wurde am 20. Juli 1943 als Carrier Air Group Eighteen (CVG-18) auf dem Marineluftwaffenstützpunkt Alameda (Kalifornien) gegründet. Nach abgeschlossener Trainingsperiode wurde das Geschwader nach Oʻahu verlegt und am 16. August 1944 auf den Flugzeugträger Intrepid verlegt. Am 6. September flog CVG-18 die ersten Angriffe auf die Palau-Inseln. Es folgten weitere Angriffe auf Mindanao, Luzon und Coron in den Philippinen. Mitte Oktober 1944 griffen Flugzeuge des Geschwaders Ziele auf Okinawa und Formosa an, auf letzterer besonders die Seeflugzeugbasis Tansui und den Flugplatz Shinchiku. Am 18. Oktober wurden wieder Angriffe auf Ziele auf Luzon geflogen. Nachdem US-Truppen am 20. Oktober 1944 auf der Philippinen-Insel Leyte gelandet waren, versuchten die Japaner mit einer groß angelegten Operation die US-Streitkräfte zu vernichten. Die fast ohne Flugzeuge fahrenden Flugzeugträger sollten hierbei die amerikanischen Träger weglocken. Dies wurde als die See- und Luftschlacht im Golf von Leyte vom 23. bis 26. Oktober 1944 bekannt.

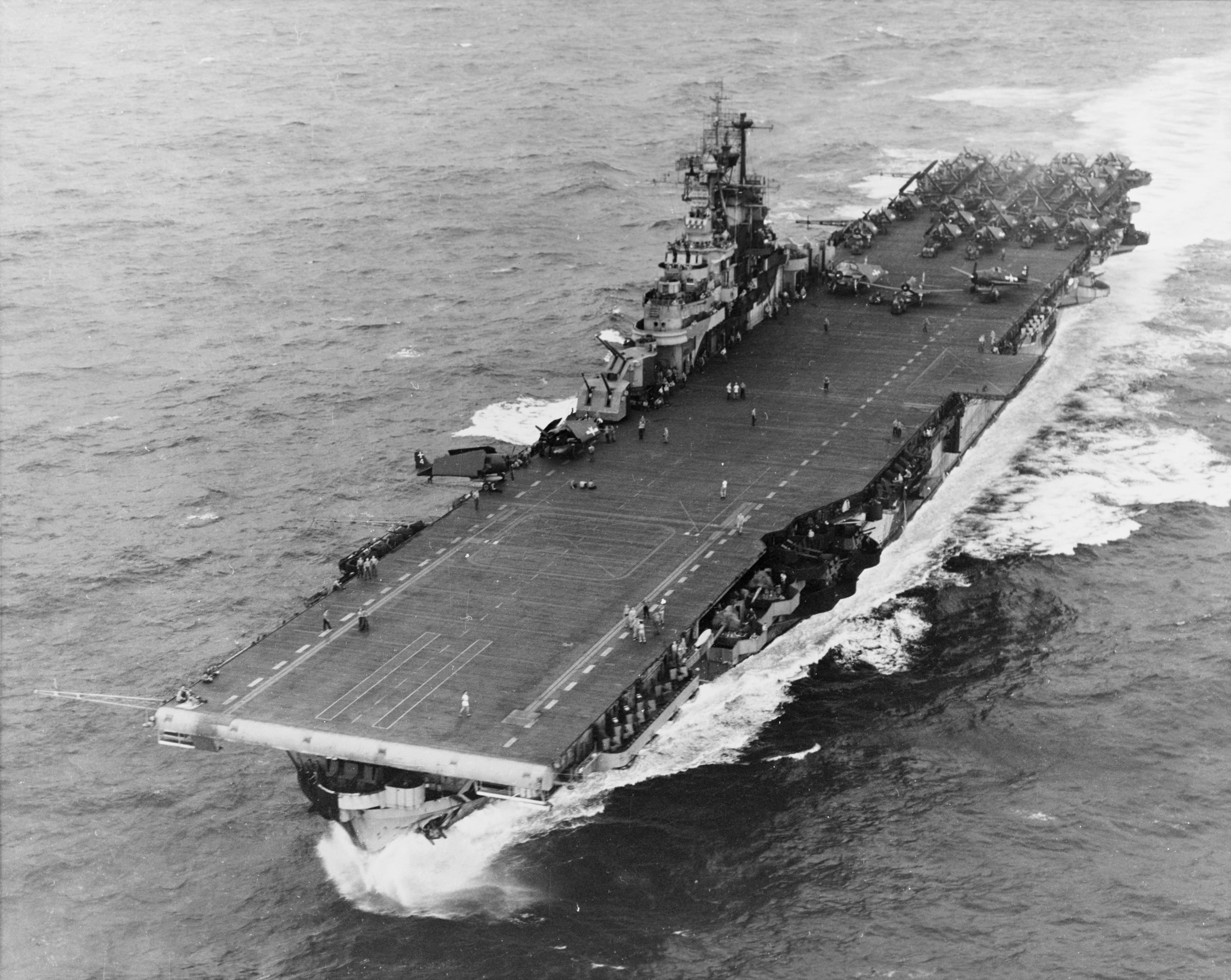
CVG-18 an Bord der Intrepid 1944

Am 24. Oktober konnte ein Aufklärer der CVG-18 die japanische Kampfgruppe um die Schlachtschiffe Yamato und Musashi in der Sibuyan-See entdecken, welche daraufhin von den Flugzeugen der Trägerkampfgruppen angegriffen wurde. Am 25. Oktober waren die Flugzeuge des CVG-18 an der Versenkung der japanischen Flugzeugträger Zuikaku und Zuihō beteiligt. Am 30. Oktober griff das Geschwader dann den Flugplatz Clark Field auf Luzon an. Weitere Angriffe auf Luzon folgten im November, bis die Intrepid am 25. November 1944 durch zwei „Kamikaze“-Flieger so stark beschädigt wurde, dass sie keine Flugzeuge mehr landen konnte. Die in der Luft befindlichen Flugzeuge des CVG-18 mussten auf anderen Trägern oder auf Leyte landen. Sie stießen am 30. November auf dem Flottenstützpunkt Ulithi wieder zur Intrepid, die jedoch zur Reparatur in die USA musste. Während des Einsatzes auf der Intrepid wurden dem Geschwader 154 in der Luft und 169 am Boden zerstörte Flugzeuge zuerkannt. Ferner konnten 53 Schiffe aller Art versenkt werden. Im Gegenzug verlor CVG-18 66 Flugzeuge mit 31 Piloten und 27 weiteren Besatzungsmitgliedern.

### Nachkriegszeit und Korea

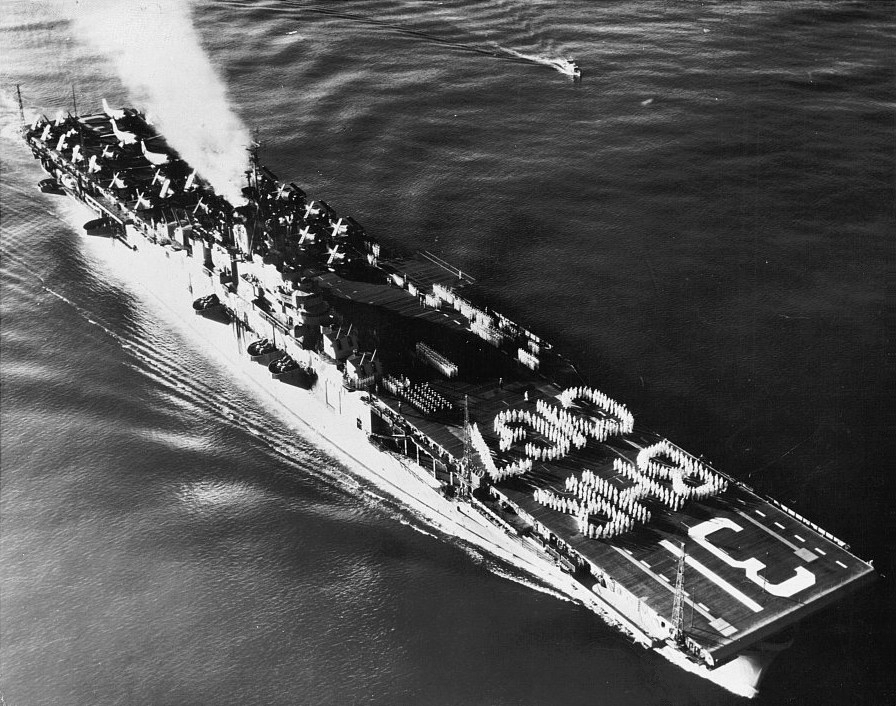
CVG-7 bei der Rückkehr nach Pearl Harbor 1952

Im September 1945 wurde das Geschwader auf den Stützpunkt Quonset Point (Rhode Island) verlegt. CVG-18 wurde erst im September 1946 wieder auf dem Flugzeugträger Leyte eingesetzt. Während dieser Einsatzfahrt wurde es am 15. November in CVG-7 umbenannt. Bis 1950 folgten vier Einsatzfahrten ins Mittelmeer, zwei mit der Leyte und je eine mit den Trägern Philippine Sea und Midway. Von Mai 1952 bis Januar 1953 wurde das Geschwader von Bord der Bon Homme Richard aus im Koreakrieg eingesetzt. Mitte Juni 1952 flogen die Flugzeuge des Geschwaders Angriffe auf nordkoreanische Kraftwerke und Mitte Oktober unterstützten sie die vorgetäuschte Landung bei Kojo, neben den täglichen Einsätzen zur Unterstützung der UN-Truppen.

### Kalter Krieg
1953/54 folgte eine Einsatzfahrt auf der Bennington ins Mittelmeer, bevor es 1955 für eine Fahrt mit der Hornet wieder in den Westpazifik ging. 1957 verlegte das Geschwader auf den Flugzeugträger Saratoga und wurde wieder im Mittelmeer eingesetzt. Mit der Randolph ging es 1958/59 in die gleichen Gewässer. 1958 wurde die NAS Oceana im Bundesstaat Virginia der neue Heimatstützpunkt des Geschwaders. Von hier aus wurde es für 18 Jahre auf dem Träger Independence stationiert und machte 16 Einsatzfahrten ins Mittelmeer und von Mai bis Dezember 1965 eine nach Vietnam. Während dieser Zeit wurde die Carrier Air Group Seven (CVG-7) am 20. Dezember 1963 in Carrier Air Wing Seven (CVW-7) umbenannt.
Ende Oktober 1962 waren die Independence und ihr Geschwader die stärksten Einheiten, die an der Seeblockade Kubas während der Kubakrise beteiligt waren. 1963/64 nahm CVW-7 an gemeinsamen Manövern mit britischen, französischen, italienischen und türkischen Streitkräften Teil. 1965 folgten 100 Einsatztage im Vietnamkrieg, bei dem die Flugzeuge des Geschwaders etwa 7.000 Kampfeinsätze flogen. Die Angriffsstaffel VA-75 Sunday Punchers flog hierbei die ersten Kampfeinsätze der Grumman A-6 Intruder, die circa 900 to an Kampfmitteln abwarfen.

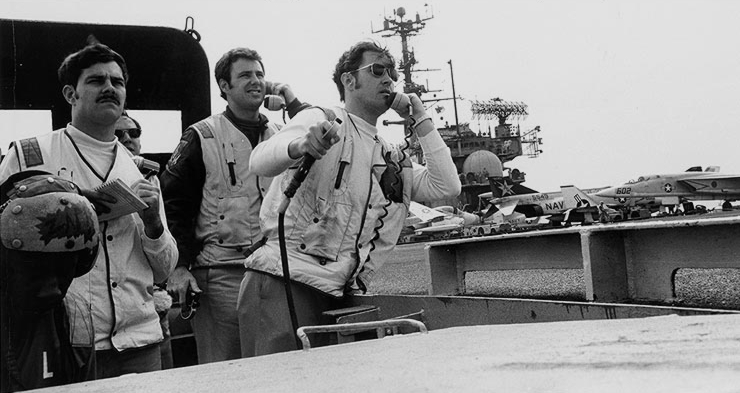
Die Landing Signal Officers des CVW-7 1974

Im September 1970 stand die Independence zusammen mit den Flugzeugträgern Saratoga (mit CVW-3) und John F. Kennedy (mit CVW-1) bereit, um auf eine mögliche Krise im Nahen Osten nach dem Tod des ägyptischen Staatschefs Gamal Abdel Nasser zu reagieren. Eine wirkliche Krise entstand jedoch erst 1973, als Israel im Jom-Kippur-Krieg ernste Verluste hinnehmen musste. Zur Unterstützung initiierten die USA die Operation Nickel Grass, mit der Israel massiv per Luftbrücke mit Nachschub versorgt wurde. Transportflugzeuge der USAF flogen von den USA nur über internationale Gewässer und wurden im Mittelmeer von den Jagdflugzeugen der Trägergeschwader CVW-1 (auf der John F. Kennedy), CVW-6 (auf der Franklin D. Roosevelt) und CVW-7 eskortiert. Die Träger operierten jeweils etwa 500 Kilometer voneinander entfernt, wobei Independence am weitesten östlich, südlich der Insel Kreta, stand. Daneben dienten die Flugzeugträger auch als Zwischenlandeplätze für A-4E Skyhawk-Jagdbomber, die aus Beständen der US Navy an Israel abgegeben wurden, um die erlittenen Verluste auszugleichen.

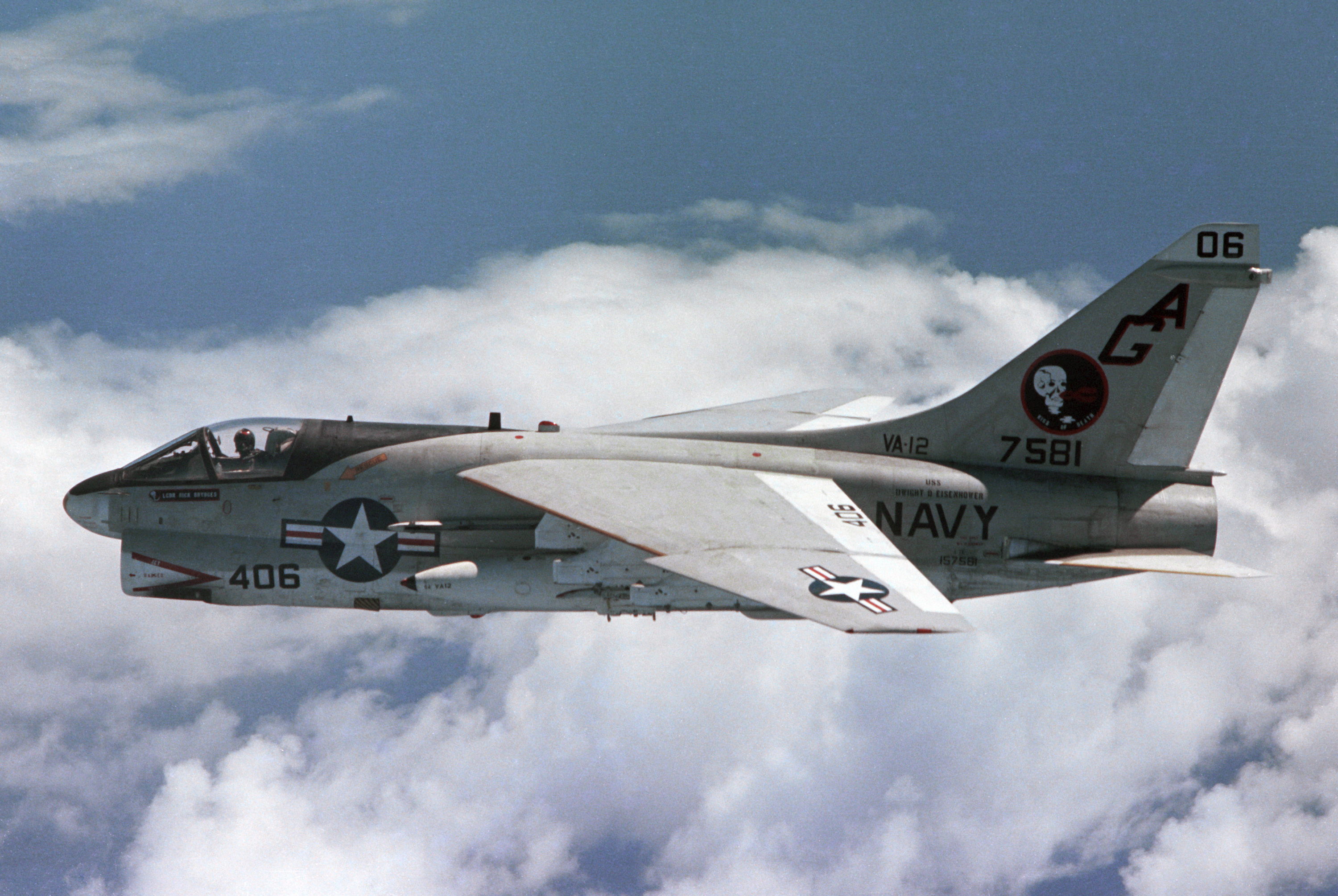
A-7E der Staffel VA-12 1987

1977 verließ CVW-7 die Independence und wurde ab 1978 auf den gerade in Dienst gestellten Träger Dwight D. Eisenhower stationiert. Bis 1992 machte das Geschwader zwölf Einsatzfahrten mit der Eisenhower ins Mittelmeer und den Indischen Ozean. Von April bis Dezember 1980 kam eine Verlegung in den Indischen Ozean, um Luftunterstützung für die Befreiung der Geiseln in Teheran zu fliegen (Operation Eagle Claw). Auf dem Rückweg nahm das Geschwader an Übungen im Nordatlantik teil. 1982 wurde CVW-7 mit der Eisenhower ins Mittelmeer verlegt, um die Evakuierung von Amerikanern aus dem Libanon zu unterstützen. Im April 1983 verlegte das Geschwader wiederum ins Mittelmeer. In dieser Zeit führte eine F-14 Tomcat einen Abfangflug über 1000 Seemeilen durch und das Geschwader nahm an einer Übung mehrerer Flugzeugträger teil. Neben der Eisenhower nahmen auch die Träger Independence und John F. Kennedy teil. Es wurde auch die multinationale Friedenstruppe im Libanon unterstützt. Auch 1984/1985 wurde CVW-7 ins Mittelmeer verlegt. Danach ging die Eisenhower für eine Überholung in die Werft.

### 1990er Jahre bis heute

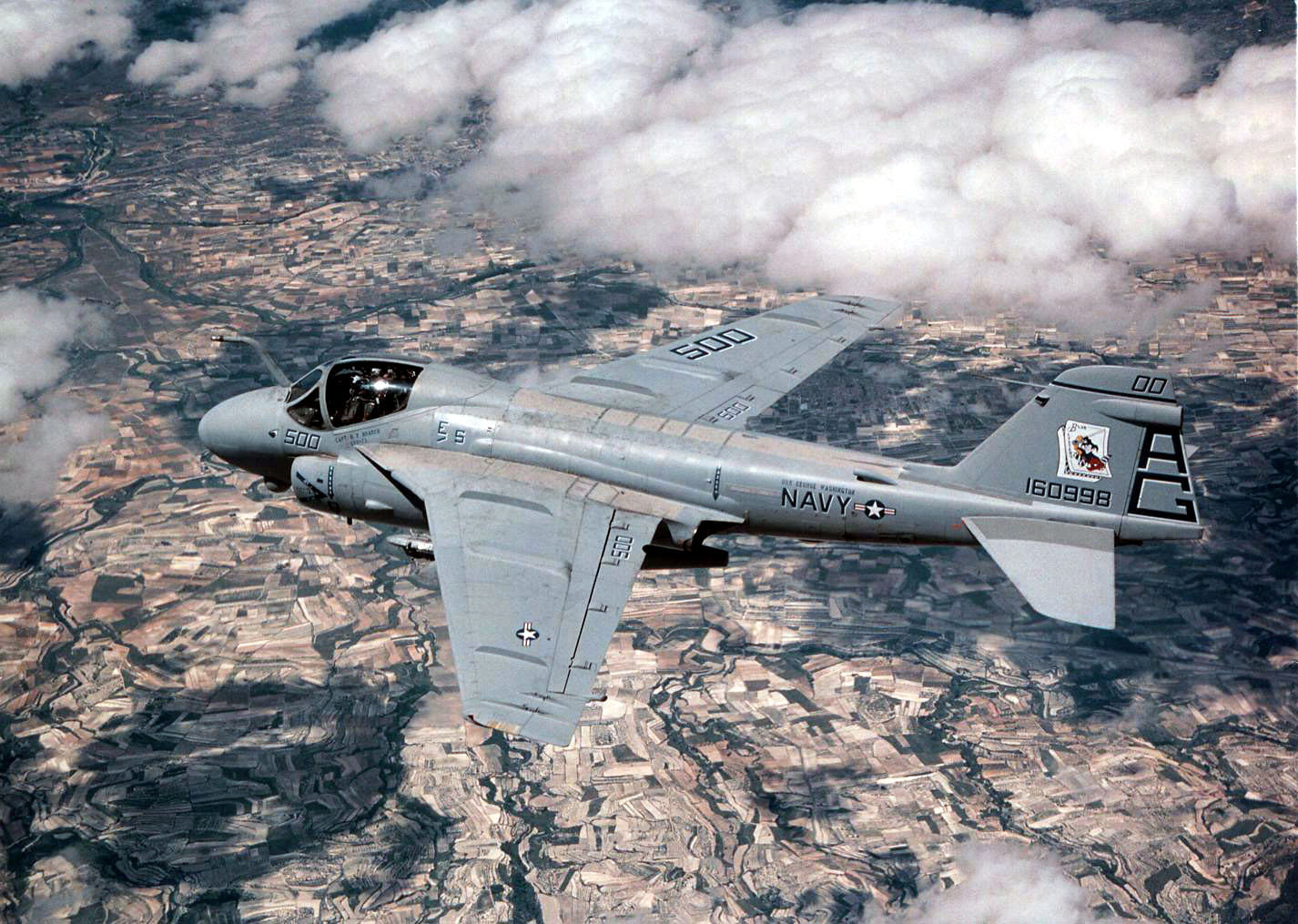
A-6E Intruder des CAG des CVW-7 (1996)

Im Februar 1990 verlegte die Dwight D. Eisenhower wiederum ins Mittelmeer, um von hier einen Abstecher ins Rote Meer zu unternehmen, um Angriffe auf den Irak in der Operation Desert Storm zu fliegen. Im September erfolgte eine Stationierung ins Rote Meer/Arabischer Golf, um an den Nachkriegsoperationen teilzunehmen. CVW-7 war das erste Geschwader, das zum zweiten Mal an der Desert Storm/Shield Operation teilgenommen hatte. 1992 nahm der Verband an der Operation Teamwork vor der Küste Norwegens teil.
Im September 1992 wurde das Geschwader auf der George Washington stationiert. 1994 fuhr der Verband nach Portsmouth (Großbritannien), um an der 50-Jahr-Feier des D-Day teilzunehmen. Die zeremoniellen Aktivitäten wurden mit Hafenbesuchen fortgeführt, unter anderem Häfen in Großbritannien und Brest in Frankreich sowie der Besuch Präsident Clintons an Bord des Trägers. Von dort wurde der Verband direkt in die Adria verlegt und nahm an den Operationen Deny Flight und Sharp Guard teil. Als Reaktion auf die Truppenbewegungen des Irak nach Süden in Richtung Kuwait wurde der Verband durch den Suez-Kanal direkt in den Indischen Ozean verlegt. Es folgten die Operationen Vigilant Warrior und Southern Watch. Nachdem die irakischen Streitkräfte geschlagen waren, wurde CVW-7 zurück ins Mittelmeer verlegt und kehrte am 17. November 1994 zurück nach Norfolk. 1995 nahm CVW-7 unter anderem an den Übungen TSTA I & II, COMPUTEX und JTFEX teil. 1996 folgte eine weitere Einsatzfahrt. Dabei wurde das Mittelmeer, das Rote Meer und der Arabische Golf angesteuert und an den Operationen Deny Flight und Southern Watch teilgenommen.
Vom Februar bis August 1998 umrundete CVW-7 an Bord der John C. Stennis die Erde und unterstützte dabei auch vier Monate die Operation Southern Watch. Seitdem unterstützte das Geschwader die verschiedenen Operationen im Indischen Ozean, wie die Operation Enduring Freedom oder die Operation Iraqi Freedom von Bord verschiedener Flugzeugträger. 2002 war CVW-7 auf der John F. Kennedy stationiert, 2004 auf der George Washington und 2000, 2006/07 und 2009 wiederum auf der Dwight D. Eisenhower.

## Aktuelle Zusammensetzung

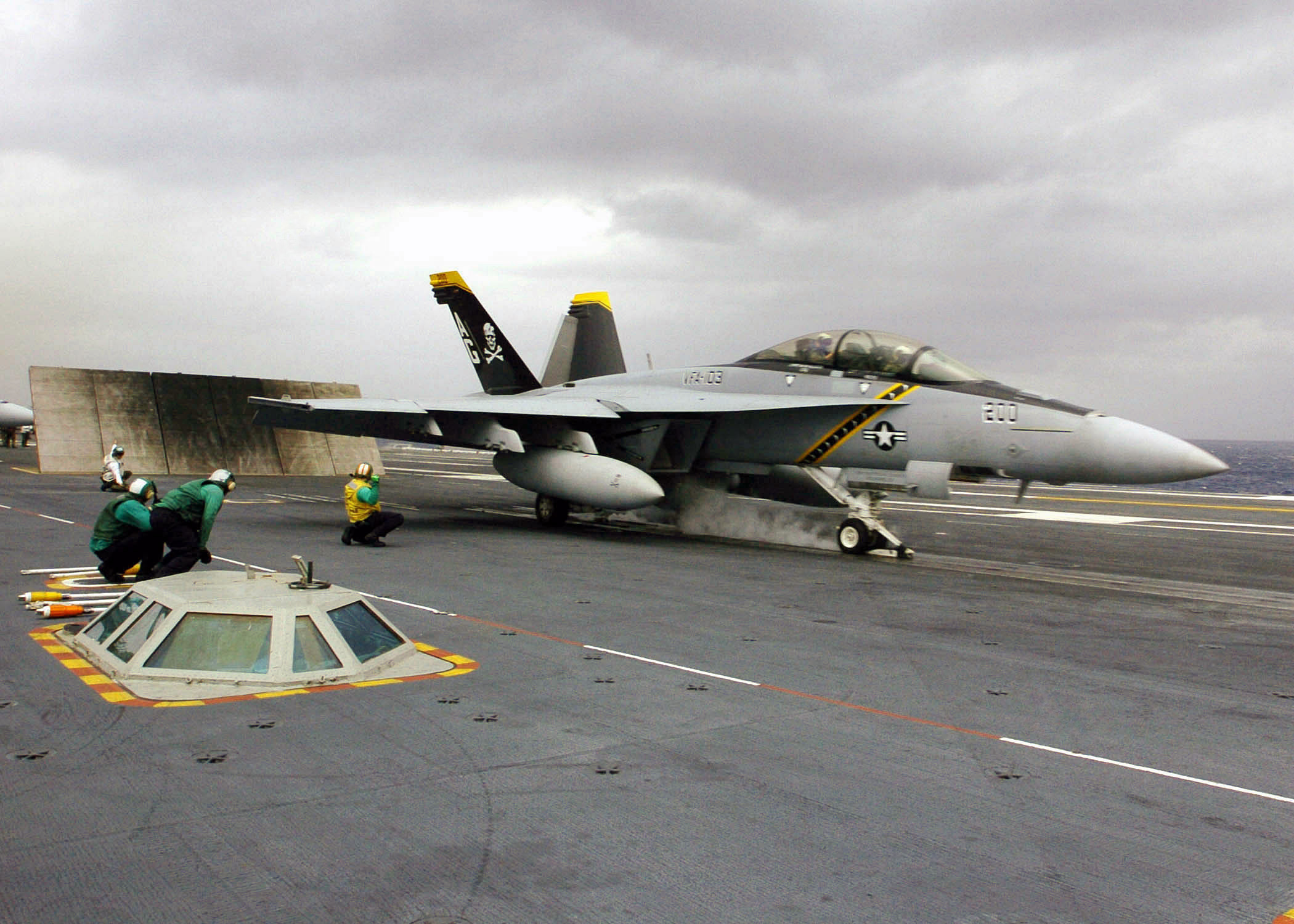
Eine F/A-18F der VF-103 im Jahr 2006 auf der USS Dwight D. Eisenhower

Seit 1945 gibt es bei der U.S. Navy ein festes System zur Identifizierung von Geschwadern oder Staffeln (Visual Identification System for Naval Aircraft). Anfänglich bestand dies aus geometrischen Mustern auf dem Heckleitwerk. Da diese jedoch schwer zu merken oder zu beschreiben waren, wurden schon im Juni 1945 Buchstaben eingeführt, um die Geschwader zu unterscheiden. CVG-7 wurde der Buchstabe „L“ zugewiesen. 1957 wurden die einzelnen Buchstaben durch doppelte ersetzt. Im Allgemeinen haben die Geschwader der Atlantikflotte als ersten Buchstaben ein „A“, die der Pazifikflotte ein „N“. Das Carrier Air Wing Seven trägt die Leitwerkskennung (Tailcode) AG.
Die einzelnen Staffeln des Geschwaders werden in 100ter-Schritten durchnummeriert. Jede Staffel besitzt ein sogenanntes CAG Bird, das offiziell dem Geschwaderkommandeur (Commander, Air Group (CAG)) zugeordnet ist, jedoch in der Regel nicht von diesem geflogen wird. Die CAG Birds eines Carrier Air Wings erkennt man an den auf „00“ endenden taktischen Nummern, die auch als „Modex“ bezeichnet werden.
Dem Carrier Air Wing Seven (CVW-7) gehören aktuell (Juni 2010, CVN-69 USS Dwight D. Eisenhower) folgende Staffeln an:
| taktische Nummer | Staffel       | Flugzeugtyp                      | Staffelname  | Radio Callsign   |
| ---------------- | ------------- | -------------------------------- | ------------ | ---------------- |
| ab 100           | VFA-143       | Boeing F/A-18E Super Hornet      | Pukin’ Dogs  | Dog/Taproom      |
| ab 200           | VFA-103       | Boeing F/A-18F Super Hornet      | Jolly Rogers | Victory/Bones    |
| ab 300           | VFA-83        | McDonnell Douglas F/A-18C Hornet | Rampagers    | Ram              |
| ab 400           | VFA-131       | McDonnell Douglas F/A-18C Hornet | Wildcats     | Cat/Wildcat      |
| ab 500           | VAQ-140       | Grumman EA-6B Prowler            | Patriots     | Stinger          |
| ab 600           | VAW-121       | Grumman E-2C Hawkeye             | Bluetails    | Bluetail/Griffin |
| ab 610           | HS-5          | Sikorsky SH-60F/HH-60H Seahawk   | Nightdippers | Canvas/Dipper    |
| 45, 52           | VRC 40 Det. 2 | Grumman C-2A Greyhound (NP)      | Rawhides     | Rawhide          |